# Communauté d'agglomération du Gard rhodanien
La communauté d'agglomération du Gard rhodanien est une communauté d'agglomération française, située dans le département du Gard et la région Occitanie. Née avec la réforme des collectivités territoriales, elle rassemble l'ensemble des communes du nord-est du Gard. Elle est née le 1er janvier 2013 par une fusion-transformation de 5 communautés de communes et l'intégration de 3 autres communes.

## Historique
Présente dans la proposition de schéma départemental de coopération intercommunale du Gard du préfet Hugues Bousiges, modifiée par la commission départementale de coopération intercommunale du département, la communauté d'agglomération du Gard rhodanien du nord est finalement actée dans le SDCI le 23 décembre 2011 et instaurée par arrêté préfectoral le 16 juillet 2012 avec date de validité au 1er janvier 2013. Elle regroupe 5 communautés de communes (Rhône Cèze Languedoc, Garrigues actives, Cèze Sud, Val de Tave et Valcèzard) et 3 communes : Issirac (issu de la communauté de communes Grands sites des Gorges de l'Ardèche), Lirac (issu de la communauté de communes de la Côte du Rhône Gardoise) et Tavel (précédemment sans intercommunalité). Elle comporte ainsi un total de 42 communes.
Le 1er janvier 2017, la commune de Saint-Laurent-des-Arbres, issue de la communauté de communes de la Côte du Rhône Gardoise devient la 43e commune membre de la communauté d'agglomération. Le 1er janvier 2018, la commune de Montfaucon, qui appartenait avant 2017 à cette même communauté de communes, quitte la communauté d'agglomération du Grand Avignon, qu'elle avait rejoint un an auparavant, pour intégrer celle du Gard rhodanien.

## Territoire communautaire

### Composition
La communauté d'agglomération est composée des 44 communes suivantes :

| Nom                         | Code Insee | Gentilé              | Superficie (km2) | Population (dernière pop. légale) | Densité (hab./km2) |
| --------------------------- | ---------- | -------------------- | ---------------- | --------------------------------- | ------------------ |
| Bagnols-sur-Cèze (siège)    | 30028      | Bagnolais            | 31,37            | 18 124 (2022)                     | 578                |
| Aiguèze                     | 30005      | Aiguezois            | 20,03            | 212 (2022)                        | 11                 |
| Carsan                      | 30070      | Carsanais            | 11,71            | 790 (2022)                        | 67                 |
| Cavillargues                | 30076      | Cavillarguais        | 11,27            | 847 (2022)                        | 75                 |
| Chusclan                    | 30081      | Chusclanois          | 13,23            | 975 (2022)                        | 74                 |
| Codolet                     | 30084      | Codolétiens          | 5,17             | 597 (2022)                        | 115                |
| Connaux                     | 30092      | Connaulais           | 9,58             | 1 702 (2022)                      | 178                |
| Cornillon                   | 30096      | Cornillonois         | 15,58            | 908 (2022)                        | 58                 |
| Le Garn                     | 30124      | Garnois              | 10,81            | 255 (2022)                        | 24                 |
| Gaujac                      | 30127      | Gaujacais            | 10,28            | 1 069 (2022)                      | 104                |
| Goudargues                  | 30131      | Goudargais           | 30,27            | 1 118 (2022)                      | 37                 |
| Issirac                     | 30134      | Issiracois           | 20,28            | 320 (2022)                        | 16                 |
| Laudun-l'Ardoise            | 30141      | Laudunois            | 34,19            | 6 673 (2022)                      | 195                |
| Laval-Saint-Roman           | 30143      | Lavallois            | 10,5             | 213 (2022)                        | 20                 |
| Lirac                       | 30149      | Liracois             | 9,76             | 938 (2022)                        | 96                 |
| Montclus                    | 30175      | Montclusiens         | 21,88            | 177 (2022)                        | 8,1                |
| Montfaucon                  | 30178      | Montfauconnais       | 4,24             | 1 525 (2022)                      | 360                |
| Orsan                       | 30191      | Orsanais             | 6,9              | 1 197 (2022)                      | 173                |
| Le Pin                      | 30196      | Pinois               | 5,96             | 473 (2022)                        | 79                 |
| Pont-Saint-Esprit           | 30202      | Spiripontains        | 18,49            | 10 759 (2022)                     | 582                |
| La Roque-sur-Cèze           | 30222      | Roquairols           | 8,37             | 174 (2022)                        | 21                 |
| Sabran                      | 30225      | Sabranois            | 35,64            | 1 596 (2022)                      | 45                 |
| Saint-Alexandre             | 30226      | Alexandrins          | 12,87            | 1 250 (2022)                      | 97                 |
| Saint-André-d'Olérargues    | 30232      | Saint-Andrérarguois  | 9,75             | 444 (2022)                        | 46                 |
| Saint-André-de-Roquepertuis | 30230      | Saint-Andrépertusois | 12,18            | 576 (2022)                        | 47                 |
| Saint-Christol-de-Rodières  | 30242      | Saint-Christolois    | 8,07             | 160 (2022)                        | 20                 |
| Saint-Étienne-des-Sorts     | 30251      | Stéphanois           | 9,85             | 537 (2022)                        | 55                 |
| Saint-Geniès-de-Comolas     | 30254      | Saint-Geniérois      | 8,26             | 2 013 (2022)                      | 244                |
| Saint-Gervais               | 30256      | Gervinois            | 11,87            | 792 (2022)                        | 67                 |
| Saint-Julien-de-Peyrolas    | 30273      | Peyrolais            | 12,54            | 1 501 (2022)                      | 120                |
| Saint-Laurent-de-Carnols    | 30277      | Saint-Laurentais     | 10,15            | 535 (2022)                        | 53                 |
| Saint-Laurent-des-Arbres    | 30278      | Saint-laurentais     | 16,35            | 2 984 (2022)                      | 183                |
| Saint-Marcel-de-Careiret    | 30282      | Saint-Marcellois     | 10,17            | 873 (2022)                        | 86                 |
| Saint-Michel-d'Euzet        | 30287      | Saint-Michelois      | 10,36            | 719 (2022)                        | 69                 |
| Saint-Nazaire               | 30288      | Nazairiens           | 6,68             | 1 297 (2022)                      | 194                |
| Saint-Paul-les-Fonts        | 30355      | Saint-Paulois        | 5,46             | 1 047 (2022)                      | 192                |
| Saint-Paulet-de-Caisson     | 30290      | Saint-Paulétois      | 16,88            | 1 894 (2022)                      | 112                |
| Saint-Pons-la-Calm          | 30292      | Saint-Ponais         | 6,37             | 501 (2022)                        | 79                 |
| Saint-Victor-la-Coste       | 30302      | Saint-Victoriens     | 26,64            | 2 222 (2022)                      | 83                 |
| Salazac                     | 30304      | Salazacois           | 9,98             | 215 (2022)                        | 22                 |
| Tavel                       | 30326      | Tavelois             | 19,96            | 2 032 (2022)                      | 102                |
| Tresques                    | 30331      | Tresquois            | 17,9             | 1 803 (2022)                      | 101                |
| Vénéjan                     | 30342      | Vénéjanois           | 18,55            | 1 262 (2022)                      | 68                 |
| Verfeuil                    | 30343      | Verfeuillois         | 25,97            | 594 (2022)                        | 23                 |

### Démographie
| 1968   | 1975   | 1982   | 1990   | 1999   | 2010   | 2015   | 2021   |
| ------ | ------ | ------ | ------ | ------ | ------ | ------ | ------ |
| 47 499 | 49 429 | 54 302 | 60 728 | 64 504 | 71 259 | 73 424 | 75 467 |

## Administration

### Siège
Le siège de la communauté d'agglomération est situé à Bagnols-sur-Cèze.

### Les élus
Le conseil communautaire de la communauté d'agglomération se compose de 75 conseillers, représentant chacune des communes membres et élus pour une durée de six ans.
Ils sont répartis comme suit :
| Nombre de conseillers | Communes                 |
| --------------------- | ------------------------ |
| 17                    | Bagnols-sur-Cèze         |
| 10                    | Pont-Saint-Esprit        |
| 6                     | Laudun-l'Ardoise         |
| 2                     | Saint-Laurent-des-Arbres |
| 1 (+1 suppléant)      | les autres communes      |

### Présidence
| Période                                  | Période                       | Identité           | Étiquette | Qualité                                                |
| ---------------------------------------- | ----------------------------- | ------------------ | --------- | ------------------------------------------------------ |
| Les données manquantes sont à compléter. |                               |                    |           |                                                        |
| 2013                                     | En cours (au 15 juillet 2020) | Jean-Christian Rey | PS        | Maire de Bagnols-sur-Cèze (2008 → 2009 et 2010 → 2017) |

### Compétences
La communauté d'agglomération reprend l'intégralité des compétences des anciennes communautés de communes. Elle compte 4 compétences obligatoires, 5 groupes de compétences optionnelles et 29 compétences facultatives. Les compétences optionnelles peuvent être restituées aux communes jusqu'au 1er avril 2013 ainsi que les compétences facultatives dans un délai de 2 ans.

#### Compétences obligatoires

##### Provenant de laCommunauté de communes Rhône Cèze Languedoc
- Développement économique
- Aménagement de l’espace communautaire
- Équilibre social de l’habitat
- Politique de la ville

##### Provenant descommunautés de communesCèze Sud,Garrigues actives,Val de TaveetValcèzard
- Développement économique
- Aménagement de l’espace communautaire

##### Autres
- Création et gestion d’un service de transport en commun

#### Compétences optionnelles
- Création, aménagement et entretien de la voirie
- Protection et mise en valeur de l’environnement et du cadre de vie
- Construction, aménagement, entretien et gestion d’équipements culturels et sportifs
- Action sociale
- Assainissement non collectif

#### Compétences facultatives
- Tourisme
- Culture et sports
- Portage de repas à domicile
- Petite enfance – création de structures d’accueil
- Relais d’assistantes maternelles
- Aires d’accueil des gens du voyage
- Réseau de centres d’hébergement et de réinsertion sociale
- Soutien à un service d’écriture public
- Maison des Alternatives Solidaires
- Protection des biens et des personnes
- Création et gestion d’une école de musique
- Participation à la promotion des activités sportives et culturelles
- Construction et exploitation d’une décharge de déchets inertes de classe 3
- Création, entretien et promotion des sentiers de randonnée pédestre, équestre et VTT
- Création et développement d’un site Internet
- Politique enfance-jeunesse (centre aéré)
- Entretien du réseau d’éclairage public
- Fourrière animale pour les animaux errants
- Plan communal de sauvegarde en matière de sécurité civile
- Gestion des cantines
- Natura 2000 sur le site de la forêt de Valbonne
- Restauration et mise en valeur du patrimoine
- Gestion et prévention des risques naturels (Cèze)
- Organisation d’animations culturelles évènementielles
- Études et réalisation d’aménagements hydrauliques (bassins versants Cèze et Tave)
- Entretien des rives et des sentiers
- Réalisation et gestion de structures de services publics locaux
- Amélioration des conditions d’accès, d’intégration et de retour à l’emploi

### Régime fiscal et budget
Le régime fiscal de la communauté d'agglomération est la fiscalité professionnelle unique (FPU).